# Alcona County
Alcona County är ett administrativt område i delstaten Michigan, USA. År 2010 hade countyt 10 942 invånare. Den administrativa huvudorten (county seat) är Harrisville.

## Geografi
Enligt United States Census Bureau har countyt en total area på 4 637 km². 1 746 km² av den arean är land och 2 891 km² är vatten.

### Angränsande countyn
- Alpena County - nord
- Iosco County - syd
- Ogemaw County - sydväst
- Oscoda County - väst
- Montmorency County - nordväst
- Huronsjön (engelska: Lake Huron; franska: Lac Huron) - öst

### Orter
- Lincoln